# 壱岐丸
壱岐丸（いきまる）は、山陽鉄道傍系の山陽汽船により、下関 - 釜山間の関釜航路開設のため三菱合資会社三菱造船所で建造された2隻の同型の海峡渡船の第1船で、1905年（明治38年）9月11日の本船就航をもって同航路は開設された。
1922年（大正11年）11月からは青函航路へ転じ、1923年（大正12年）5月1日にはその運航の合間、稚内と樺太大泊を結ぶ稚泊航路の開設船として約1ヵ月運航され、翌1924年（大正13年）7月から正式に稚泊航路へ転属した。1932年（昭和7年）大阪商船に売却され、一時琉球航路で運航された後、北日本汽船に移籍し樺太丸と改称のうえ、1937年（昭和12年）4月から稚内と樺太西海岸の本斗を結ぶ稚斗航路に就航した。
1945年（昭和20年）7月からの2年間は壊滅状態となった青函航路で傭船として運航され、1948年（昭和23年）6月から青森 - 室蘭間定期航路で運航された後、1951年（昭和26年）室蘭で解体された。
本船で使用されていた号鐘は1967年（昭和42年）、鉄道記念物に指定され、現在鉄道博物館ヒストリーゾーンに展示されている。

## 関釜連絡船

### 壱岐丸建造の経緯
1901年（明治34年）5月27日の山陽鉄道 馬関 - 神戸間全通により、京阪神での官設鉄道東海道線との乗り継ぎは要したものの、馬関から東京新橋までが鉄道でつながった。一方対馬海峡を隔てた朝鮮半島では、日露戦争中の1905年（明治38年）1月、京城 - 釜山間を結ぶ京釜鉄道が全通した。
当時、日本と朝鮮半島の間は、大阪 - 門司 - 釜山 - 仁川航路を中心に数百トン級の船舶が運航されていたが、山陽鉄道は日露戦争後の日本の大陸進出を見込み、この両鉄道の連絡運輸のため、下関と釜山を結ぶ122海里（226キロ）の関釜連絡船航路開設を計画し、傍系の山陽汽船が1904年（明治37年）5月より、同航路用の1,680総トン級海峡渡船2隻の建造を長崎の三菱合資会社三菱造船所で進めた。その第1船　壱岐丸（初代）が日露戦争終結直後の1905年（明治38年）9月11日、関釜航路開設初便として就航し、同年11月1日には第2船　対馬丸（初代）（1,679総トン）も就航して毎日運航となった。両港間の運航は釜山行・下関行とも所要時間11時間30分の夜航便で、東京 - 京城間は60時間となった。
なおこの2隻は壱岐丸型と呼ばれたが、関釜連絡船には1940年（昭和15年）建造の2代目壱岐丸、1941年（昭和16年）建造の2代目対馬丸という2隻の同型の貨物船もあり、これら2隻も壱岐丸型と呼ばれたため注意を要する。

### 船体構造
壱岐丸は日本初の大型海峡渡船で、全通の覆甲板（おおいこうはん）（上甲板との表記もある）とその下に正甲板を有し、船首楼はなかった。船体全長の約半分の長さの甲板室を覆甲板の船体中央部に設け、さらに船尾には小さな甲板室が設けられていた。中央部甲板室の前後の覆甲板にはわずかに後傾したマストが1本ずつ立ち、甲板室屋上中央部に同様に後傾した煙突が1本立ち、屋上の両舷側には各舷3隻ずつの救命艇が懸架されたため、この甲板室屋上を端艇甲板と称した。その外観は約2年後にイギリスで建造された青函連絡船 比羅夫丸（1,480.41総トン）と似ており、垂線間長は壱岐丸が比羅夫丸より約6m短かったものの、型幅、型深さ、満載喫水は若干大きく、総トン数では1,680.56トンと1割以上上回っていた。
覆甲板中央の甲板室の煙突囲壁より前方は1等区画で、2人用寝台室と天井に大きな採光ドームを備えた広い談話室が設けられ、談話室中央の吹き抜け階段を1層降りると正甲板の1等食堂で、ここまでの採光が考慮されていた。覆甲板の煙突より後ろは2等区画で、甲板室最後部は開放2段寝台室となっていた。船尾甲板室は賄室と舵取機室と3等船室へ降りる階段室となっていた。3等船室は1層下の正甲板船尾側に配置され、2段雑居のいわゆる“蚕棚式”で、その中央部床面には、直下の後部船艙の貨物ハッチが設けられ、その直上には覆甲板後部の貨物ハッチが設けられ、後部マストのデリックで後部船艙の荷役ができた。覆甲板前部には前部船艙の貨物ハッチもあり、前部マストのデリックで荷役ができた。操舵室は新造時には1等談話室屋上、端艇甲板前端、採光ドーム前方に設置され、比羅夫丸より1層低い位置であったが、関釜連絡船時代の後年、冒頭の写真に見られるように、1層上の航海船橋に移設されており、また中央部甲板室屋上、端艇甲板後端には無線通信室、2等運転士室、事務掛室が増設されていた。ボイラーは舶用スコッチ缶2缶で、三連成往復動汽機2台2軸で舵は1枚であった。
三連成往復動汽機は立型で内径16インチ（40.64cm）の高圧シリンダー、同26インチ（66.04cm）の中圧シリンダー、同43 1/4インチ（109.855cm）低圧シリンダーが一列に並び、各シリンダーに隣接して滑り弁が設けられ、ボイラーからの高圧蒸気は高圧シリンダーの滑り弁を通って高圧シリンダーのピストンの上側と下側へ交互に供給され、膨張してピストンを上下に動かし、排出された蒸気は中圧シリンダーの滑り弁を通り、以下、同様に中圧シリンダー、さらに低圧シリンダーのピストンを動かし、排気となって復水器で冷却され、水に戻った。各ピストンの往復運動はクランク軸に伝えられ回転運動となってプロペラを回した。滑り弁につながる逆転装置の操作により逆転も可能で、正逆ともに全出力を出せた。
なお、当時三菱代表として荘田平五郎が山陽鉄道の重役も務めていた関係で、同鉄道関連の連絡船は全て三菱造船所が建造し、この壱岐丸もイギリスの海峡渡船を手本に同造船所で建造された。

### 関釜連絡船国有化と傭船
関釜航路開設翌年の1906年（明治39年）3月30日、鉄道国有法が公布され、これに基づき山陽鉄道は同年12月1日、国有化されたが、その直前の11月27日、山陽汽船は親会社の山陽鉄道に吸収合併されており、関釜航路も国有化された。接続する京釜鉄道も鉄道国有法と同日公布の京釜鉄道買収法に基づき、1906年（明治39年）7月1日、日本により国有化され統監府鉄道管理局京釜線になっていた。
国有化後の同航路の客貨輸送量の増加は著しく、壱岐丸型2隻ではたちまち対応できなくなり、1907年（明治40年）8月10日には会下山丸(1,458総トン)を傭船し、いずれか1隻が休航しても毎日運航できる体制とした。さらに1908年（明治41年）4月1日には釜山と中朝国境の町　新義州とを26時間で結ぶ直通急行「隆煕」の運転開始を受け、昼航便の隔日運航を開始し、4月27日からは薩摩丸（1,946総トン）を傭船して、これを毎日運航とした。
1910年（明治43年）8月には日韓併合があり、翌1911年（明治44年）11月1日には中朝国境の鴨緑江鉄橋が完成し、南満州鉄道 安奉線に乗り入れ、当時清国であった中国の奉天まで、さらに1912年（明治45年）6月には満鉄本線に乗り入れ、長春まで直通列車が運転された。
内地側でも1912年（明治45年）6月15日から新橋と下関間を直通する展望車連結の1、2等特別急行列車と速達便貨物列車の運転が開始され、関釜航路の客貨輸送量はさらに増加した。
これに先立つ1911年（明治44年）1月には、この前年より青函航路で傭船していた帝国海事協会の義勇艦で、国産蒸気タービン搭載2番船の高速船うめが香丸（3,273総トン、最大速力21.315ノット）を関釜航路へ転傭し、代わりに関釜航路で傭船中の会下山丸(1,462総トン)を青函航路へ転傭した。次いで同年4月にはうめが香丸の姉妹船で、初の国産タービンである9, 000軸馬力の三菱パーソンス式反動タービン主機搭載の、高速義勇艦さくら丸（3,204総トン、21ノット）も傭船し、薩摩丸は一時解傭した。このうめが香丸・さくら丸の高速船2隻体制で、1912年（明治45年）6月から上記新設の特別急行列車に接続する9時間30分運航昼航急行便が週3回運航された。

### 高麗丸・新羅丸就航
昼航便運航にもかかわらず、旅客は依然夜航便に集中し、壱岐丸、対馬丸（初代）では輸送力不足となったため、夜航便用客貨船として、旅客定員603名と大型化した高麗丸（こままる）（3028.51総トン）と新羅丸（3020.66総トン）を神戸の川崎造船所で建造し、1913年（大正2年）1月31日と4月5日に就航させた。
この2隻の就航で、さくら丸と、再傭船していた薩摩丸の2隻の解傭はできたが、1912年（明治45年）6月から傭船中の日本赤十字社の病院船　弘済丸（2,589.86総トン）は引き続き傭船された。なお、うめが香丸は1912年（大正元年）9月23日、門司港停泊中暴風雨で浸水沈没していた。
1913年（大正2年）10月1日には関釜連絡船、朝鮮鉄道、南満州鉄道、さらに奉天から京奉鉄道で北京に至る、日中旅客手荷物連絡運輸が開始され、旅客は日々増加した。翌1914年（大正3年）7月の第一次世界大戦勃発は、その後の大戦景気と、世界的な船腹不足による海運貨物の鉄道への転移をもたらし、鉄道連絡船航路である関釜航路の貨物輸送量も急増し、1916年（大正5年）以降は、傭船を常時3、4隻運航し、主として貨物輸送に充てた。しかし、1917年（大正6年）大阪鉄工所建造で、大正汽船を経て、鉄道院経理局で石炭運搬をしていた多喜丸（載貨重量1,830トン　総トン数1,227.56トン）を1919年（大正8年）4月、貨物船転用のうえ関釜航路へ転属させてからは、 コレラ予防検疫停船による貨物輸送激減対策として、同年9月から山光丸（846総トン）を3か月間傭船した以外は、戦後恐慌の影響による貨物輸送量減少もあり、傭船は1918年（大正7年）4月から傭船中の日本赤十字社の病院船　博愛丸（2,614総トン）1隻のみとなった。

### 景福丸・徳寿丸・昌慶丸就航と壱岐丸・対馬丸転出
航路国有化翌年の1907年（明治40年）8月以来、自社船の輸送力不足を傭船で補ってきたが、第一次世界大戦中の船腹不足による傭船難と傭船料高騰に悩まされた鉄道院/鉄道省は、傭船頼み脱却を目指し1920年（大正9年）、何れも3,619総トンの景福丸型3隻の建造を三菱造船神戸造船所に発注し、1922年（大正11年）5月18日に景福丸が、同年11月12日に徳寿丸が就航し、1923年（大正12年）3月12日には昌慶丸が就航した。
これら3隻は最大速力20ノット前後と高速で、下関 - 釜山間を昼航8時間、夜航9時間で航行でき、さらに旅客専用船として貨物荷役を省略して停泊時間を短縮したため、関釜間を1日1往復できた。これによりこれら3隻で年間を通じ、昼航便夜航便各1往復ずつの旅客便計2往復の運航が可能となり、高麗丸、新羅丸の2隻は多客時以外は定期貨物便運用となった。
これに先立つ1922年 （大正11年）3月29日には関釜航路唯一の傭船となっていた博愛丸が解傭され、同年10月18日には壱岐丸が、未だ傭船頼みの青函航路へ転属し、姉妹船対馬丸（初代）も翌1923年（大正12年）3月10日、新設の稚泊航路へ転属した。

### 壱岐丸運航当時の下関港・釜山港

#### 下関港
1901年（明治34年）5月27日の馬関延伸開業時の山陽鉄道は、幡生から南下し、当時まだ埋め立てられていなかった本州と彦島を隔てる小瀬戸東口の海岸に達した後、進路を東に転じ、この海岸沿いに数百m進んだ地点に終点馬関駅を設けた。このとき既に駅構内の海岸には関門連絡船用の旅客用浮桟橋は設置されていたが、関門連絡船よりはるかに大きい関釜連絡船壱岐丸型が着岸できる岸壁は、同航路開設の1905年（明治38年）9月11日にはなく、沖繋りで、旅客は駅構内の浮桟橋から小蒸気船で、貨物はハシケで運ばれ、九州発着貨物は関門連絡船の当時の門司駅桟橋からハシケで運ばれた。
その後、山陽本線下関駅付近の線路沿いの海を浚渫し、連絡船が着岸できる下関鉄道岸壁が築造され、1914年（大正3年）7月1日から夜航便での岸壁使用が始まり、同年11月17日には昼航便も着岸するようになって、旅客はタラップでの乗下船が可能となった。この岸壁は長さ365mで、鉄道と平行に関釜連絡船が直列に2隻着岸でき、岸壁上には線路も敷設され、貨物も岸壁荷役となったが、九州発着貨物の門司駅桟橋からのハシケ荷役は続けられた。しかし、関門航路の貨物航路である関森航路（下関 – 小森江）に日本初の自航式車両渡船　第一関門丸・第二関門丸が1919年（大正8年）8月1日就航し、その輸送体制が整った1920年（大正9年）6月以降は九州発着貨物は関森航路で下関へ貨車航送のうえ、下関鉄道岸壁からの荷役となった。

#### 釜山港
1905年（明治38年）9月11日の関釜連絡船開業時は、下関港同様着岸できる岸壁はなく、さらに、京釜鉄道も釜山市内まで開通したとはいえ、本来の終点となる釜山駅より1.7キロ北の草梁駅までで、連絡船は草梁沖に錨泊し、旅客はハシケで草梁駅近くに上陸後、徒歩か人力車で草梁駅へ向かった。翌1906年（明治39年）10月には釜山駅予定地付近の海岸に連絡船の着岸できる小規模な木造桟橋が完成したが、京釜線への乗り継ぎ客はこの桟橋から草梁駅付近までハシケ利用を要した。1908年（明治41年）4月1日、京釜線は釜山駅まで達し、乗り継ぎ客のハシケ利用は解消され、1912年（明治45年）6月には釜山駅裏手に突堤状に突き出した釜山税関第1桟橋が竣工し、連絡船はこの桟橋への着岸となった。翌1913年（大正2年）3月にはこの第1桟橋に着岸した連絡船に列車を横づけできる釜山桟橋駅が建設され、船車乗り継ぎが容易になった。なお釜山駅は頭端式で、釜山桟橋駅発着列車は釜山駅ホーム北方で海側に分岐する桟橋駅につながる線路を通過するため、釜山駅は通過であった。さらに1918年（大正7年）7月には釜山税関第1桟橋の北側に同様に突堤状の釜山税関第2桟橋が竣工し、貨物線を引き込み関釜連絡船貨物専用桟橋とした。

## 青函航路への転属

### 国有化以降傭船時代の青函航路
帝国鉄道庁による国営連絡船の青函航路への参入は1908年（明治41年）3月7日、日本初の蒸気タービン船比羅夫丸就航により開始され、同年4月4日からは姉妹船田村丸も就航した。これら両船はその高速性能を生かし、旅客輸送では先発競合の日本郵船を圧倒しつつ順調に業績を伸ばし、1910年（明治43年）1月には、冬季の入渠工事による減便回避のため、後に関釜航路に転傭された義勇艦うめが香丸を傭船契約し、通年2往復運航を確保した。1910年（明治43年）3月の日本郵船撤退以降は、それまで郵船が輸送していた貨物の転移を受け貨物輸送量も急増し、以後、客貨両方の輸送量増加は著しく、これを傭船の増強でどうにか対応していた。しかし、第一次世界大戦勃発以降は大戦景気と世界的な船腹不足による海運貨物の鉄道転移、傭船不足と傭船料高騰もあり、1917年（大正6年）度からの一時期は、青森・函館両港に滞貨の山を築く混乱状態に陥り、旅客輸送も極めて逼迫していた。このため、当座の対策として、鉄道院は1918年（大正7年）6月と10月に自前の木造貨物船白神丸と竜飛丸を建造し、更に1919年（大正8年）4月には鉄道院の木造石炭運搬船第一快運丸、第二快運丸を貨物船に転用して青函航路に就航させ、貨物輸送力増強を図り、1919年（大正8年）7月以降は貨物用傭船を全て解傭し、以後、いずれも客貨船として使用できる弘済丸、敦賀丸、伏木丸の3隻が傭船されていた。
このような状況の青函航路へ自社船である壱岐丸が1922年（大正11年）11月18日転属就航し、これを受け傭船　弘済丸を1922年（大正11年）11月28日解傭した。なお当時の青函連絡船の運航は、比羅夫丸型2隻による旅客便2往復、敦賀丸、伏木丸による客貨便1往復、自社貨物船4隻による貨物便2往復の計5往復で、予備船として壱岐丸が控えたため通年5往復が可能であった。

### 稚泊連絡船開設以前の樺太航路
南樺太は1905年（明治38年）9月のポーツマス条約により日本領となったが、当時北海道内の鉄道は函館から名寄までしか達しておらず、樺太への定期航路は日本郵船が 1905年（明治38年）8月に開設した小樽 - 大泊航路が最初で、田子浦丸（746総トン）による週1回の運航であった。翌1906年（明治39年）4月からは逓信省の航海補助を受ける命令航路となり、冬季の運航は1908年（明治41年）12月から駿河丸によって始められ、年間を通じて小樽との接触がかろうじて保たれたが、海上距離420キロと長く、旅客設備や堪航性に劣る小型船で欠航も多く、冬季はほとんど途絶状態であった。
その後、樺太東西両岸の発展とともに、小樽を起点に樺太各所に至る航路は増え、1921年（大正10年）には、樺太庁命令航路は北日本汽船、日本郵船、北海郵船の3社を中心に208航海に達したが、依然ほとんどが1,000総トン未満の貨物船による夏期運航のみであった。そのような中、北日本汽船の大礼丸（1,240総トン）、日本郵船の弘前丸（1,348総トン）、千歳丸（2,668総トン）は砕氷船で、回数は少ないながらも小樽 - 大泊間の冬期運航も行われるようになっていた。
一方、稚内 - 大泊間では、1911年（明治44年）8月から日本郵船が樺太庁命令航路として、北見丸（728総トン）による夏期12回の定期航路を開設したが、夏期10シーズン運航後の1920年（大正9年）10月には廃止された。このほか、北海郵船が小樽 - 稚内 - 大泊航路を開設し、大典丸（651総トン）を夏期運航していたが、鉄道未達の稚内は単なる寄港地に過ぎなかった。

### 稚泊連絡船航路開設
1922年（大正11年）11月1日、当時の宗谷線が浜頓別経由で稚内（1939年（昭和14年）2月1日南稚内と改称）まで達した。宗谷海峡を隔てた対岸の樺太庁鉄道は、樺太東線が既に大泊から樺太庁所在地の豊原を経てオホーツク海側の栄浜海岸まで達していた。
稚内と大泊を結ぶ稚泊航路は167キロ（90海里）と小樽発着航路に比べると格段に短く、東京 - 豊原間が小樽 - 大泊航路経由では夏季最短でも約60時間を要したのに対し、稚泊航路経由ではほぼ確実に57時間となるものであった。このため、1921年（大正10年）頃より樺太住民の声に押された樺太庁長官の度重なる陳情もあり、鉄道省は1923年（大正12年）2月5日、稚泊航路を5月1日から運航開始すると決定した。
このため、1923年（大正12年）3月10日付けで、壱岐丸の姉妹船対馬丸（初代）を関釜航路から札幌鉄道局へ転属のうえ、4月19日、稚泊航路用に指定し、流氷結氷海域でも航行可能な砕氷船への改造工事を5月1日から浦賀船渠で施工した。この工事のため、5月1日の稚泊航路開設から約1ヵ月間、当時青函航路所属であった壱岐丸が、代船として稚泊航路に就航することになった。
壱岐丸は4月16日より青函航路を休航とし、同22日稚内港へ到着、4月28日8時、鉄道関係者と来賓20余名を乗せて稚内を出港し15時30分大泊へ入港した。その折り返し便、5月1日21時大泊出港、翌5月2日5時稚内入港の2便が稚泊連絡船開設便となった。その後、偶数日は稚内発23時30分、大泊着7時30分、奇数日は上記就航開設便時刻の上下便とも8時間運航夜航便で運航され、6月6日砕氷船化工事完了した対馬丸が稚内へ回航され、6月8日より就航したため、壱岐丸は6月9日函館に回航された。
流氷のない季節は連絡船1隻で隔日運航できたが、航路開設当初の計画では、11月から3月までの“冬期運航”は、稚内発が1日と6日で9時発18時着、大泊発が3日と8日で10時発19時着と上下便とも昼航9時間とされた。しかしこれに対し、樺太側からの“夏期運航”期間延長の陳情があり、初年度から“夏期運航”は1ヵ月延長され11月末までとなり、“冬期運航”の昼航便は、12月は1ヵ月に7.5往復、1月から3月までは当初予定の1ヵ月6往復となった。

## 稚泊航路への転属

### 砕氷船化工事
青函航路には、1924年（大正13年）5月21日、待望の車載客船の第1船翔鳳丸が就航した。これを機に、壱岐丸は青函航路を退き、7月1日から神戸製鋼所播磨造船工場で砕氷船化工事を受け、7月25日付で稚泊航路へ転属した。この工事は前年施工の対馬丸（初代）同様、従来からの船首を切り取り、新たに船首楼付き、長さ45フィート（13.716m）の堅牢な船首を取り付けるもので、船首水線以下の傾斜角は水平に対し26度の砕氷型船首となった。また、前進時に氷が舵に当たらないよう、舵前方の船尾船底中心線上に鋼製のベントラルフィンを取り付け、また後進時の舵保護のため、舵頭材を船尾水面下まで鋼製保護材で被覆した。さらに水線付近の外板を全周にわたり二重張りとして耐氷性を向上させた。
防寒対策としては、外舷各室の内張内に断熱材を詰め、暖房設備も強化したほか、覆甲板船尾甲板室側面の露天甲板を舷側まで丸窓付きの鋼板で覆い、中央の甲板室側面開放の遊歩廊も舷側を角窓と丸窓の付いた鋼板で被覆した。操舵室は時期不詳ながら、関釜連絡船時代に既に端艇甲板から1層上の甲板に移設されてはいたが、冒頭の写真のように依然開放的な造りであったため、全周を本格的に板張りとガラス窓で囲って防寒対策とした。この工事では、さらに前部貨物艙直上の正甲板に“蚕棚”式ではない 3等雑居室が設けられたが、船尾正甲板の3等船室は依然“蚕棚”式の2段雑居室のままで、3等定員が計430名となり、1等18名、2等64名には変化なかったため合計の旅客定員は512名となった。これらの工事で、新造時要目に比べ、全長は270フィート6インチ（82.4484m）から283フィート（86.2584m）と約4m伸び、喫水も12フィート6インチ（3.81m）から14フィート（4.2672m）に、総トン数も1,680.56トンから1,772.78トンに増加した。

### 稚泊航路への本就航
砕氷船化工事完了した壱岐丸が稚泊航路に就航したのは1924年（大正13年）7月28日であった。対馬丸はその直前の7月18日5時30分、2便として稚内入港時、濃霧のため針路を誤り、野寒岬近くのシュルコマナイ沖455mで座礁。離礁までに10日を要し、7月29日に函館へ回航され、船底外板と左舷推進器を修理し、8月12日に稚内へ戻ったため、2隻による毎日運航は同船再就航の8月13日からとなった。これにより、4月から11月までの“夏期運航”は、毎晩稚内を22時30分、大泊を22時に出港し、大泊に6時30分、稚内に6時に入港するダイヤで、時刻変更は1924年（大正13年）6月1日の列車時刻改正から行われていた。“冬期運航”は12月のみ昼航便が1ヵ月15往復、1月から3月までは昼航便が1ヵ月12往復であった。

#### 対馬丸座礁全損事故
1925年（大正14年）12月17日、西高東低の気圧配置で晴天の大泊を9時50分、2便として出港した対馬丸（初代）は樺太最南端の西能登呂岬沖航過約1時間後の15時20分頃から激しい吹雪で視界がきかなくなった。このため15時45分より船位測定のため、その都度停船しつつケルビン式測深儀を海底まで下して測深し、16時15分には水深64mで宗谷岬北西9.25海里と推定、16時45分にも同様に測深し、その都度進路を左に転じつつ稚内港へ向かった。17時06、07分頃には水深53mで、稚内港外野寒岬旧稚内灯台北東4海里地点と推定、17時11、12分頃には水深31mとなり、両舷錨鎖を14～16m垂れ下げたまま前進し17時15分頃両舷錨が海底に接触し、直ちに両舷投錨したが、既に船底は暗礁に乗り上げていた。旧稚内灯台北西0.7海里地点で、推定地点より約3海里西方であった。
座礁後直ちに無線通信と非常汽笛を発し、稚内桟橋から救助船が急行。座礁後船尾シャフトトンネルより浸水あり、20時50分にはボイラー室浸水で焚火困難となり、発電機停止、船内電灯は消えてしまった。21時55分には旅客188名全員上陸できたが、浸水は船尾覆甲板に達し、22時10分、船員67名も全員退船した。
対馬丸の引き揚げ作業は事故翌日の12月18日に開始されたが、天候不良と悪潮流のため現状調査のみで中止され、その後も引き続く悪天候のため作業に着手できず、やがて船体中央部で前後に両断大破しほとんど水面下に没してしまった。
このため青函航路を前年の1924年（大正13年）12月で引退し、函館港で1年以上係船されていた田村丸を入渠整備のうえ、1926年（大正15年）4月16日から11月8日まで稚泊連絡船として運航し、翌1927年（昭和2年）も4月7日から10月21日まで運航し、2シーズンにわたる“夏期運航”1日1往復運航を維持した。田村丸はその後再び函館で係船された。

#### 音響測深儀・船底測程儀・無線方位測定機の装備
対馬丸座礁事故を教訓に、壱岐丸では船位測定能力の強化が図られ、1926年（大正15年）6月、アメリカ　サブマリン・シグナル社製のフェッセンデン式音響測深儀が船底に装備された。これにより航行しながらの連続測深が可能となり、壱岐丸は日本で最初の音響測深儀装備船となった。また船の速力と航行距離を測定する回転翼式船底測程儀も装備された。これは船底から突出した突起物の先端に羽根車を取り付け、その回転数から速力と航行距離を算出する装置であった。さらに同年12月にはコルスタ式無線方位測定機が日本の船舶として初めて装備された。ただ方位測定の電波を発信する無線標識局が当初は稚内と大泊の2局しかなく、両港への接近時しか使えなかったが、1932年（昭和7年）6月に北海道オホーツク側の鬼志別に無線標識局が設置され、1935年（昭和10年）7月には宗谷岬灯台に、1936年（昭和11年）11月には西能登呂岬灯台にそれぞれ無線方位測定局も開設され、より広範囲での測定が可能となった。
また1926年（大正15年）7月には、対馬丸座礁事故以前からの予定であったマルコニ製無線電話の設置が壱岐丸と田村丸で行われたが、低出力のため所期の目的を十分果たせなかった。

### 亜庭丸建造
対馬丸座礁事故から5ヵ月後の1926年（大正15年）4月下旬、鉄道省は対馬丸引き揚げを断念し、代船建造を決定した。当時、樺太への渡航者は1日500名、貨物も100トン程度と増加しており、旅客定員512名、載貨重量300トンの壱岐丸と、旅客定員は537名ながら、1919年（大正8年）から1920年（大正9年）にかけての客室増設工事で、載貨設備をほとんど撤去してしまった田村丸では既に容量不足で、旅客定員754名、総トン数3,297.87トン、載貨重量470トンと大型化した本格的砕氷船 亜庭丸を神戸製鋼所播磨造船工場で建造し、1927年（昭和2年）12月8日、就航させた。
亜庭丸が就航してみると、その砕氷能力は高く、氷泊、欠航はあったものの、冬季の運航も大体確保でき、壱岐丸との差は歴然で、しばしば亜庭丸が壱岐丸を救援することもあった。しかし1931年（昭和6年）1月には樺太領有以来最強の寒波が襲来し、航路上の結氷は例年より早く厚氷となり、亜庭丸でも難航する状況で、壱岐丸は2月から3月にかけ流氷に阻まれ、亜庭丸の救援を受け、旅客が氷上移乗する事態が数回発生していた。

#### 壱岐丸難航
壱岐丸は1931年（昭和6年）1月26日、6時30分発の4便として大泊を出港した。稚泊連絡船の航路は、大泊から能登呂半島東岸（亜庭湾西岸）に沿って樺太最南端の西能登呂岬沖2海里までほぼ直線で進むが、当日の4便は流氷のため難航を続けていた。出港翌日の27日17時頃から西能登呂岬の北の知志谷まで2海里、西能登呂岬まで6海里の地点で厚さ1～2mの氷盤にはさまれ、稚内入港の見込みがたたない旨の無線連絡が28日11時にあり、このため、28日6時30分、大泊発4便の亜庭丸が13時50分救援に到着、以後その誘導で29日朝4時30分稚内へ到着した。航海時間70時間を要した。
2月2日、7時発の4便として大泊を出港、出港当初は厚さ15cm程度の氷盤であったが、やがてその厚みを増し30cmとなり、所々に累積したさらに厚い氷盤もあり、停止と前後進を繰り返しての運航となった。同日21時30分、ついに60cm余りの大氷盤に乗り上げ離氷できず、22時30分、氷上仮泊とした。仮泊地点は大泊から樺太最南端の西能登呂岬までの行程の2/3程度の能登呂半島東岸古江沖南東7海里であった。当時北東ない東北東の風で、結氷は能登呂半島東岸に吹き寄せられていた。翌3日6時30分から離氷作業再開するもわずかしか進航できず18時40分、2晩目の氷上仮泊。2月4日6時30分離氷作業開始したが氷盤は延々と続き、10時10分救援の亜庭丸が到着し、壱岐丸の乗客111名を亜庭丸に氷上移乗させ、14時15分両船とも離氷に成功した。その後、亜庭丸を追航したが、16時15分壱岐丸は氷盤にはさまれ航行不能となり3晩目の氷上仮泊となった。しかし、夜半風向がそれまでの北東から北西に変わり、それまで陸岸に吹き寄せられていた結氷が緩み、氷盤に亀裂ができたため、23時40分運航再開。亜庭丸の航跡を追って進航し、2月5日3時30分、西能登呂岬右舷正横3海里航過した。宗谷海峡には破砕した3m余りの流氷が見られたが、それらを避けつつ、8時00分、73時間を要して稚内到着に到着した。
2月14日大泊7時発の4便はまたもや古江沖で厚い氷盤にはさまれ難航し氷上仮泊、2月16日、大泊7時45分発の4便、亜庭丸が救援に来航し、壱岐丸の乗客57名を氷上移乗させ約6海里誘導した内砂沖で、壱岐丸が厚さ2m以上の氷盤にはさまれ再び航行不能となったため、亜庭丸とともに氷上仮泊し、2月18日11時、100時間を要して稚内に入港した。
2月26日23時、大泊を出港した壱岐丸は27日2時頃、古江沖のすぐ北の鉢子内沖で氷盤に乗り上げ進退不能となり4日間氷泊を余儀なくされた後、亜庭丸の救援を得て、乗客99名を氷上移乗させ、89時間25分を要して3月2日16時25分、稚内に入港するなどの難航を繰り返した。
これらの難航により両船とも船体損傷あり、2月17日から亜庭丸、3月4日からは壱岐丸と順次函館船渠へ回航し船体修理を行ったが、稚泊航路での壱岐丸の継続使用は安全上問題ありと判断され、1931年（昭和6年）5月11日大泊発4便をもって運航を終了し、5月14日、函館で係船された。なお壱岐丸の後継には関釜航路から高麗丸を転属させ、同年6月2日から就航させたが、砕氷船ではないため、翌1932年（昭和7年）1月14日までの運航と、1932年（昭和7年）4月から10月末までの夏期2シーズンの運航となった。

### 壱岐丸運航当時の稚内港・大泊港

#### 稚内港
1923年（大正12年）5月1日の稚泊航路開設時には壱岐丸型の着岸できる岸壁はなく、沖合600～700mに錨泊し、1、2等客は小蒸気船、3等客と貨物はハシケ連絡であった。乗船待合所と貨物上屋は、当時の稚内駅から北へ1.6キロも離れた、北海道庁稚内築港事務所埋立地内に粗末な建物を仮設して間に合わせ、築港事務所所有の船入澗と突堤桟橋を小蒸気船とハシケの着岸場所とした。翌1924年（大正13年）11月10日には立派な埠頭待合所が竣工し、稚内桟橋と通称され、その海側には、1925年（大正14年）、稚内築港事務所桟橋の南に隣接して防波堤で守られた稚内鉄道船入澗が建設され、小蒸気船、ハシケ岸壁とした。しかし、当時の稚内駅からは依然、徒歩か馬車、馬ソリでの連絡であった。
1928年（昭和3年）12月26日、稚内駅から埠頭待合所まで宗谷本線が延伸され、稚内港（わっかないみなと）駅として開業し、不便な長距離の徒歩や馬車、馬ソリでの連絡は解消された。なお当時の稚内駅は頭端式で、宗谷本線をそのまま北へ延伸できなかったため、稚内駅の旭川方約500m付近から線路を海側へ分岐させ、当時の海岸沿いに稚内港駅へ向けて建設された。このため稚内駅を発車した下り列車はいったん旭川方向へ約500m戻った後、スイッチバックして稚内港駅へ向かった。

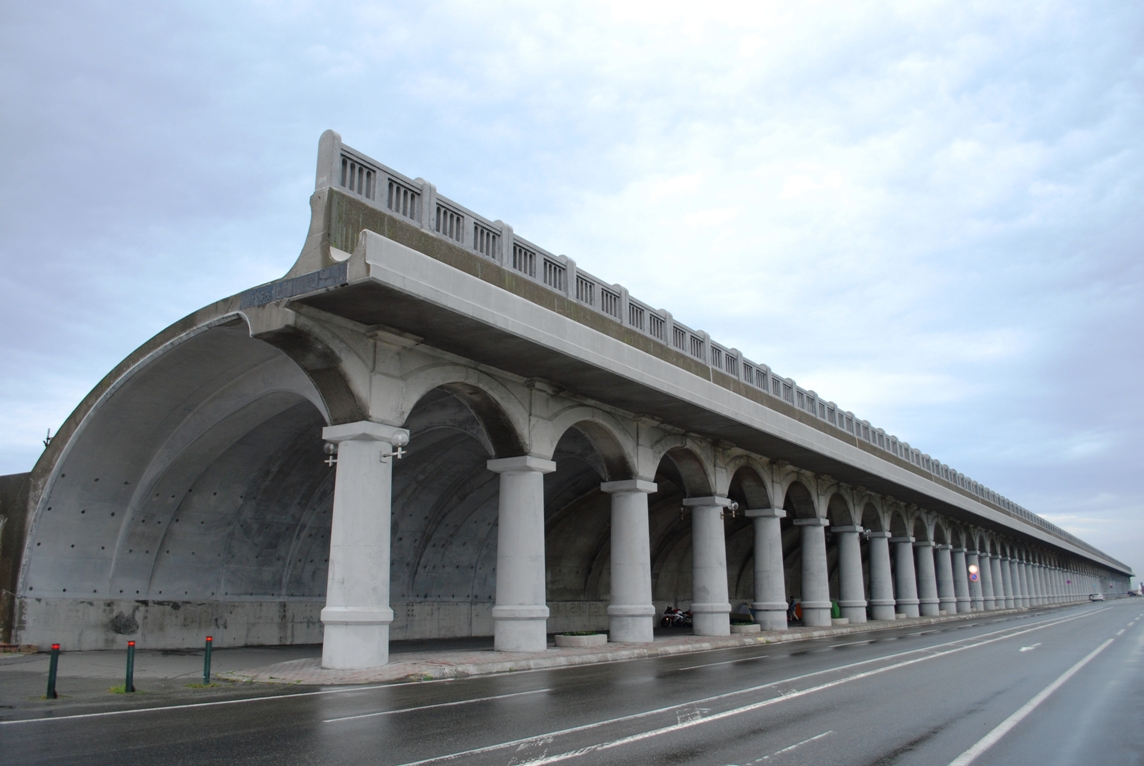
北防波堤（2008年）

1931年（昭和6年）1月23日には、稚内港駅北数百mの海岸から東に向けて建設中の、「円蓋防波堤」といわれる鉄筋コンクリート造り上屋付き岸壁兼用の北防波堤が一部完成し、連絡船はここへ着岸することになり、不安定な沖繋りは解消された。しかし、岸壁自体は工事中のため、旅客の乗降、荷役には使えず、小蒸気船、ハシケ連絡は継続された。「円蓋防波堤」本体は1936年（昭和11年）に完成し、引き続き岸壁への列車乗り入れ設備の建設が行われ、1938年（昭和13年）12月11日、全長424mの「円蓋防波堤」の岸壁上のホームに、列車が連絡船と平行に停車できる稚内桟橋駅が開業した。防波堤の北側は円蓋と呼ばれる連続する鉄筋コンクリート造りの堅牢な壁と上屋で覆われ、厳冬期の強い季節風や大波、吹雪にさらされることなく船車乗り継ぎが可能となり、貨物も岸壁荷役となった。翌1939年（昭和14年）2月1日、稚内駅が南稚内駅に、稚内港駅が稚内駅に改称された。なおこの「円蓋防波堤」は根元側から先端に向け利尻礼文航路、北日本汽船稚斗連絡船、鉄道省稚泊連絡船の順に直列に着岸した。このため、1937年（昭和12年）4月、稚斗連絡船として戻ってきた壱岐丸改め樺太丸もこの岸壁を使用した。

#### 大泊港
稚泊航路開設時は壱岐丸型の着岸できる岸壁はなく、1.2キロも沖に錨泊し、樺太東線終点の大泊駅から200m離れた連絡待合所からハシケ連絡で、冬季は海面結氷するため、徒歩やソリでの連絡であった。1928年（昭和3年）8月には、海岸から直角に突き出た突堤状の岸壁が完成し、ここに着岸するようになった。この突堤の根元は陸岸と離れており、鉄道道路併用のトラス橋が架設されていた。同年11月には突堤上に連絡待合所が建設され、大泊駅からの臨港鉄道が開通し、12月5日には大泊港駅として開業し、旅客の船車乗り継ぎは便利になった。

## その後の壱岐丸

### 稚斗連絡船　樺太丸
壱岐丸は1932年（昭和7年）2月14日、大阪商船に売却されたが、このときは1,613総トンと記載されている。一時琉球航路で運航された後、1937年（昭和12年）3月26日、北日本汽船に移籍し樺太丸と改称のうえ稚内へ戻り、1937年（昭和12年）4月25日、稚内と樺太西海岸の不凍港本斗を結ぶ稚斗航路（75海里）に鈴谷丸（すずやまる）（864総トン）の後継として就航した。この当時の写真では、覆甲板中央部甲板室側面の遊歩廊は再び開放状態に戻されていた。
しかし、長期化する日中戦争と太平洋戦争勃発により深刻化する船腹不足に対し、保有船舶の最大限の有効活用と、戦時下の国策に沿わせるため、国は民間船舶を徴用し、これを、1942年（昭和17年）4月1日設立の、船主と船主団体で構成する特殊法人船舶運営会に運航管理させることで、国による民間船舶の一元運営を開始した。対象船舶は陸海軍使用船・漁船その他特殊用途の船舶を除く船舶のうち、100総トン以上の汽船、150総トン以上の機帆船で、1942年（昭和17年）5月1日から順次徴用され、船舶運営会はこれらの船舶を政府決定による採算度外視の計画輸送に当たらせた。これにより樺太丸も船舶運営会使用船となったが、船主は北日本汽船のままで、国から北日本汽船に船舶使用料が支払われた。
北日本汽船は1943年（昭和18年）11月16日大阪商船に合併され、これに伴い樺太丸は船舶運営会使用船のまま再び大阪商船所有となったが、このとき1,599総トンであった。

#### インディギルカ号遭難者救助
1939年（昭和14年）12月12日2時20分頃、オホーツク海北岸のマガダンのナガエヴォ港から宗谷海峡経由ウラジオストクへ向かっていたソビエト連邦の貨客船インディギルカ号（2,690総トン）は猛吹雪の中、右手に見えた宗谷岬灯台の灯を西能登呂岬南東9海里、宗谷海峡東口樺太寄りにある岩礁二丈岩灯標のものと誤認し、宗谷岬南東約37キロの猿払村浜鬼志別沖1.5キロのトド岩に激突。その後右舷側に横転し、海岸から800m付近の浅瀬に左舷の一部を海面上に出したまま乗り上げてしまった。この嵐の暗夜、決死の覚悟で救命艇を漕いで上陸し、民家に助けを求めた5名のロシア人がこの事故を知らせ、この情報は未明のうちに鬼志別巡査派出所から稚内警察署、北海道庁へと伝達された。
夜が明けると、現場海岸からは横転した船腹上に数百人の生存者が手を振って救助を求めているのが見えた。稚内警察署からの遭難救助要請を受けたのは、当日稚内港内で天候険悪のため錨泊中の稚斗連絡船樺太丸と小型発動機船の山陽丸、宗水丸（共に25トン）で、樺太丸は天候回復を待って翌12月13日3時頃、宗水丸と稚内を出港し、7時に遭難現場に到着した。宗水丸とその後到着した山陽丸がインディギルカ号に接近し、その船腹上から1回に遭難者70名を救出し、交互に樺太丸へ運び、正午過ぎまでに総数395名を樺太丸に収容した。樺太丸はその後、稚内へ戻り、21時までにこれら救出された者全員をいったん下船させたが、既に鉄道で稚内へ移送されていた先の救命艇での自力脱出者7名を含む402名を一度に収容できる施設が稚内では確保できない、という理由で、これら402名の遭難者全員を小樽へ移送することとなった。このため、樺太丸はこれら402名を乗船させ、12月14日1時30分稚内を出港、大シケの中難航のすえ、同日22時頃小樽に到着し、遭難者402名は市役所3階の大講堂に収容された。
インディギルカ号からは12月16日、さらに28名が救助されたが、うち1名は死亡し、生存者総数は429名となった。死者・行方不明者数については、当時の新聞報道では600名から700名とされたが、1990年（平成2年）のソ連極東の新聞では1,100名以上との説の発表もあり、未だ詳細不明である。事故当時の新聞報道では、インディギルカ号の乗客は漁業労働者とされたが、ペレストロイカ後、1989年（平成1年）のソ連の雑誌記事等で、インディギルカ号は政治犯を収容するコリマ収容所の囚人護送船で、当該航海においても、漁業労働者のほか、多数の囚人や元囚人を乗せていたことが明らかになり、それら囚人や元囚人に対する粗略な扱いと、当時のソ連にとって、隠ぺいすべきコリマ収容所に関連していたことが、この不確かな死者・行方不明者数となって表れた。

### 再度の青函連絡船

#### 車両航送開始から終戦直前までの青函航路
壱岐丸が稚泊航路へ転出した1924年（大正13年）7月以降、青函航路では1925年（大正14年）8月1日から、翔鳳丸型車載客船4隻による本格的な車両航送が始まり、第一次世界大戦後の不況下にもかかわらず貨物輸送量は順調に伸び、1930年（昭和5年）9月までに車両渡船第一青函丸・第二青函丸の2隻も就航させていた。しかし1930年（昭和5年）度からは折からの世界恐慌のあおりを受け不況は深刻化し、以後貨物輸送量も伸び悩み、しばらく車両渡船新造は行われなかった。ところが1936年（昭和11年）頃から貨物輸送量は急激な増加に転じたため、1939年（昭和14年）11月には車両渡船第三青函丸を就航させたが、1937年（昭和12年）の日中戦争勃発とその長期化による海運貨物の鉄道転移による貨物輸送量の激増、さらに1941年（昭和16年）の太平洋戦争開戦以降、多くの貨物船が南方占領地に振り向けられ、北海道炭を京浜工業地帯へ運ぶ貨物船にも事欠く有様となり、石炭列車の多くを青函連絡船でそのまま列車航送する事態となった。このため、1943年（昭和18年）3月から1945年（昭和20年）6月までの2年間に車両渡船6隻を就航させたが、1945年（昭和20年）3月6日には事故で1隻を失い、終戦1ヵ月前の1945年（昭和20年）7月には車載客船4隻、車両渡船8隻の計12隻の連絡船が運航されていた。
この7月14・15両日、アメリカ軍による青函連絡船を標的とした空襲があり、これら12隻全船が稼働不能となった。このため、急遽7月17日から7月30日まで海軍特務艦で元日本郵船樺太航路の砕氷貨客船千歳丸（2,668総トン）を、7月20日から7月23日まで海軍特務艦で元大阪商船琉球航路貨客船浮島丸（4,731総トン）を就航させ、7月23日からは、たまたま函館船渠で定期検査修繕中の稚泊連絡船 亜庭丸を繰り上げ出場させ就航させたが、亜庭丸は8月10日夏泊半島西岸の茂浦沖でアメリカ軍機攻撃を受け沈没してしまった。

#### 青函連絡船　樺太丸
樺太丸はこのような壊滅状態の青函航路へ1945年（昭和20年）7月25日、21年ぶりに戻った。同じ7月25日に先の空襲で損傷し、函館船渠で修復していた車両渡船第七青函丸も復帰し、7月29日には、同じく第八青函丸も復帰し、貨車航送の再開が図られたが、これら2隻には旅客設備はなく、亜庭丸が沈没した8月10日以降は、樺太丸が青函航路唯一の客船となり、終戦を迎えた。
終戦直後、青函航路には、多くの引揚げ者や復員者、徴用解除の帰郷者、朝鮮半島や中国大陸への帰還者、さらに食糧買い出しの人々が殺到し、貨物は減少したものの、当時、本州と北海道とを結ぶ代替ルートのない唯一の航路で、農産物や石炭輸送の継続を迫られていた。
しかし、樺太丸と2隻の車両渡船だけでは、輸送力不足は明白で、当時は樺太丸にも定員超過の900名、旅客設備未設置の第八青函丸にまで1,100名もの旅客を乗せることが常態となっていた。このような中、8月20日から関釜連絡船 景福丸（3,620.60総トン）を、8月21日からはフィリピンからの拿捕船で船舶運営会の暁南丸（1,243総トン）を、8月24日からは関釜航路の貨物船2代目壱岐丸（3,519.48総トン）を就航させたが、この2代目壱岐丸は一般型貨物船のため、船艙を二段に仕切って客室とし、ここに2,100名もの旅客を収容した。11月29日からは稚泊連絡船宗谷丸を就航させたほか、多数の商船、機帆船、旧陸軍上陸用舟艇などを傭船して、この混乱期に対応した。しかし、これら他航路からの転属船は貨車航送ができず、慢性的な貨物輸送力不足の解決にはならなかった。
終戦時稼働できた2隻の車両渡船のうち、先ず第七青函丸が1945年（昭和20年）8月30日、函館港北防波堤に衝突して入渠休航となり、同船が復帰した同年11月28日には、第八青函丸が青森第1岸壁で貨車積込作業中、ヒーリング操作不調で、その場に沈座してしまい、翌1946年（昭和21年）1月1日ようやく浮揚するという事故も発生した。この修復工事に際し、旅客輸送力不足対策として、船橋楼甲板の本来の甲板室前後に、定員535名の木造の旅客用甲板室（デッキハウス）を造設して、“デッキハウス船”と呼ばれる客載車両渡船とし、1946年（昭和21年）5月21日より旅客扱いを開始した。
一方1945年（昭和20年）10月9日には、戦時中より建造中であった、いわゆる“続行船”の第十一青函丸が、1946年（昭和21年）5月15日には第十二青函丸が、1946年（昭和21年）7月23日には石狩丸（初代）が順次就航した。当初これら3隻は、旅客設備のない車両渡船として建造されていたが、当時の旅客輸送力不足解消のため、第十一青函丸は就航1年後の1946年（昭和21年）9月に、他の2隻は建造中に、船橋楼甲板に定員300～400名の鋼製の旅客用甲板室を造設して“デッキハウス船”とした。しかし、これら戦後竣工の新造船は、就航と同時に進駐軍専用船に指定されてしまい、さらに1946年（昭和21年）6月17日には“デッキハウス船”化間もない第八青函丸が、1947年（昭和22年）2月2日には、空襲のため青森市近郊野内沖で擱座大破していた第六青函丸が“デッキハウス船”として修復、再就航したが、この2隻も進駐軍専用船に指定されてしまい、日本人旅客の輸送力回復は進まなかった。
しかし1947年（昭和22年）7月21日には第六青函丸と第八青函丸の進駐軍指定が解除され、1947年（昭和22年）9月には第七青函丸の“デッキハウス船”化も完成した。さらに、京都府下宮津湾で空襲のため擱坐していた関釜連絡船 昌慶丸（3,620.60総トン）を浮揚、修復し、1947年（昭和22年）9月23日から青函航路に就航の運びとなり、待望の新造車載客船洞爺丸の竣工も同年11月に迫っていたことから、大阪商船からの傭船であった樺太丸は同年9月20日で解傭された。樺太丸は終戦直前の翔鳳丸型車載客船全滅直後から、洞爺丸型車載客船就航直前までの車載客船不在期間、青函航路の逼迫した旅客輸送を支えた。
なお1945年（昭和20年）10月には、総トン数100トン以上のすべての日本商船の配船、運航、造修等一切がGHQ管理下に置かれ、その実施機関である日本商船管理局（en:Shipping Control Authority for the Japanese Merchant Marine, SCAJAP）から付与されるSCAJAPナンバーの船体中央両側面への表示が同年12月28日から義務付けられた。樺太丸のSCAJAPナンバーはK025であった。

### 青森 - 室蘭航路
樺太丸はその後、船舶運営会の委託により大阪商船が経営した青森 - 室蘭間定期航路で、1948年（昭和23年）6月から1950年（昭和25年）4月まで運航された。1950年（昭和25年）12月25日、低性能船舶買入法に基づき運輸省に売却され、1951年 （昭和26年）室蘭の楢崎造船で解体となり、46年の波乱に満ちた生涯を閉じた。

### 号鐘が鉄道記念物に
この解体を知った元札幌鉄道局室蘭管理部長で、当時室蘭市長であった熊谷綾雄は、本船が自身の稚内運輸事務所長時代のなつかしい思い出の船であったため、号鐘と船舶用油燈を譲り受け大切に保存し、1966年（昭和41年）にこれらを国鉄に寄贈した。翌1967年（昭和42年）10月14日、号鐘は船舶関係第1号の鉄道記念物に指定され、以後、交通博物館、鉄道博物館で展示されている。

## 沿革
- 1905年（明治38年）9月5日 - 三菱合資会社三菱造船所で竣工[1]
- 1905年（明治38年）9月11日 – 壱岐丸による下関発釜山行の初便をもって関釜連絡船航路開設[16]
- 1906年（明治39年）10月 - 釜山駅建設予定地付近に木造桟橋完成[68]
  - 12月1日 -関釜航路国有化
- 1908年（明治41年）4月1日 - 京釜線　草梁 - 釜山間開通　釜山 - 新義州間急行「隆煕」運転開始[34][35]
- 1912年（明治45年）6月 - 釜山第1桟橋竣工[69]
- 1913年（大正2年）3月 - 釜山第1桟橋上に釜山桟橋駅完成[69]
- 1914年（大正3年）7月1日 - 下関鉄道岸壁一部竣工し夜航便のみ使用開始[64]
  - 11月17日 - 下関鉄道岸壁竣工し昼航便も使用開始[64]
- 1916年（大正5年）2月3日 – 無線通信局開設[64]
- 1922年（大正11年）10月18日 - 青函航路に転属[184]
  - 11月18 日 - 青函航路に就航[185]
- 1923年（大正12年）5月1日 - 対馬丸（初代）砕氷船化工事中のため、壱岐丸による大泊発稚内行2便をもって稚泊連絡船航路開設[10]。
- 1924年（大正13年）7月1日 - 25日 - 神戸製鋼所播磨造船工場にて砕氷船化工事[97]、1,772.78総トン[103]
  - 7月25日 - 稚泊航路へ転属[100]
  - 7月28日 - 稚泊航路に就航[10]
- 1925年（大正14年）12月17日 - 2便対馬丸（初代）稚内入港時、吹雪で針路を誤り野寒岬北東の暗礁に座礁し全損[186]
- 1926年（大正15年）6月 - 音響測深儀と回転翼式船底測程儀を装備[111][97]
  - 7月 - マルコニ製無線電話設置[115]
  - 12月 - コルスタ式無線方位測程儀を装備[111]
- 1928年（昭和3年）8月 - 大泊港突堤完成[132]
  - 12月25日 – 大泊駅から大泊港駅まで臨港線延伸[132]
  - 12月26日 - 稚内駅から埠頭待合所まで宗谷本線が延伸され、稚内港（わっかないみなと）駅として開業し[91]、
- 1931年（昭和6年）1月23日 – 稚内港「円蓋防波堤」一部完成し沖繋り解消[129]
  - 1月26日 - 29日 - 大寒波による厚い結氷に閉ざされ、通常9時間の航路に航海時間70時間を要し、亜庭丸に誘導され稚内へ入港[121]
  - 2月2日 - 5日 - 厚い結氷に閉ざされ73時間を要し、亜庭丸に誘導され稚内へ入港[122]
  - 2月14日 – 18日 - 厚い結氷に閉ざされ100時間を要し、亜庭丸に誘導され稚内に入港した[121]
  - 2月26日 - 3月2日 - 厚い結氷に閉ざされ89時間25分を要し、亜庭丸に誘導され稚内に入港[121]
  - 3月4日 - 17日 – 船体修理のため函館船渠に入渠[97]
  - 5月11日 - 大泊発4便で稚泊連絡船として終航[123]
- 1932年（昭和7年）2月14日 - 大阪商船に売却され[134]、改装修理後、琉球航路に就航[11]
- 1937年（昭和12年）3月26日 - 北日本汽船に移籍[135]、その後樺太丸と改称
  - 4月25日 - 稚内 - 本斗間の稚斗航路に就航[11]
- 1938年（昭和13年）12月11日 - 「円蓋防波堤」内に稚内桟橋駅開業[129]
- 1939年（昭和14年）12月13日 – 猿払村沖で遭難したソビエト連邦貨客船インディギルカ号の乗客395名を救助し、翌日小樽まで輸送[148]
- 1942年（昭和17年）5月 - 船舶運営会使用船となる[11]
- 1943年（昭和18年）11月16日 - 北日本汽船が大阪商船に合併され大阪商船に移籍[143]
- 1945年（昭和20年）7月25日 - 運輸省鉄道総局に傭船され、青函航路に再就航[11]
- 1946年（昭和21年）3月22日 – 青森堤川口に座礁、23日離礁[187]
- 1947年（昭和22年）9月20日 - 青函航路解傭[11]
- 1948年（昭和23年）6月 - 青森 - 室蘭間航路に就航[188][11]
- 1950年（昭和25年）4月 - 青森 - 室蘭間航路廃止[189]
  - 12月25日 - 運輸省に売却[144]
- 1951年（昭和26年） - 室蘭の楢崎造船にて解体[11]

### 船長
- 服部柴太郎 技師：1907年（明治40年）9月13日帝国鉄道庁壱岐丸船長発令[190]1913年（大正2年）4月10日関釜連絡船予備船長発令[191]
- 横尾徳明 技師：1914年（大正3年）10月22日壱岐丸船長発令[192]